# Colón costaricien
Pour les articles homonymes, voir colon et CRC.

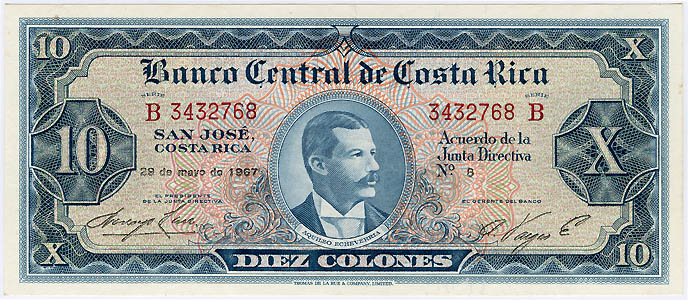
Billets de banque du Costa Rica Billet de 10 Colones de 1967, Banco Central de Costa Rica, portrait d'Aquileo J. Echeverría Zeledón, imprimé par Thomas De La Rue & Company, Limited, Londres.

Le colón costaricien (pluriel espagnol : colones ; symbole : ₡; code ISO 4217 : CRC) est la monnaie officielle du Costa Rica. Il est subdivisé en 100 céntimos.

## Histoire
Le colón costaricien a été nommé d’après le navigateur Christophe Colomb (en espagnol : Cristóbal Colón).

### Monnaie
Les pièces :
5, 10, 25, 50, 100, 500 colons.
| Dénomination (₡) | Émission actuelle | Métal               | Forme      | Diamètre | Catalogue Krause | Dessein du revers            | Dessein de l'avers |
| ---------------- | ----------------- | ------------------- | ---------- | -------- | ---------------- | ---------------------------- | ------------------ |
| 5 colons         | 1993 (Retiré)     | Acier               | Circulaire | 26 mm    | KM#214.1         |                              |                    |
| 5 colons         | 1997(Retiré)      | Bronze et aluminium | Circulaire | 21,5 mm  | KM#227           | Blason national et millésime | Valeur faciale     |
| 5 colons         | 2007              | Aluminium           | Circulaire | 21,5 mm  | KM#227a.1        | Blason national et millésime | Valeur faciale     |
| 10 colons        | 1992 (Retiré)     | Acier               | Circulaire | 28,5 mm  | KM#215.2         |                              |                    |
| 10 colons        | 1997              | Laiton              | Circulaire | 23,5 mm  | KM#228           | Blason national et millésime | Valeur faciale     |
| 10 colons        | 2007              | Aluminium           | Circulaire | 23,5 mm  | KM#228a.1        | Blason national et millésime | Valeur faciale     |
| 20 colons        | 1994 (Retiré)     | Acier               | Circulaire | 31,3 mm  | KM#216           |                              |                    |
| 25 colons        | 2005              | Bronze et aluminium | Circulaire | 25,5 mm  | KM#229           |                              |                    |
| 50 colons        | 2007              | Bronze et aluminium | Circulaire | 27,5 mm  | KM#231           |                              |                    |
| 100 colons       | 2007              | Laiton              | Circulaire | 29,5 mm  | KM#230           | Blason national et millésime | Valeur faciale     |
| 500 colons       | 2006              | Bronze et aluminium | Circulaire | 33 mm    | KM#239           |                              |                    |

### Billets de banque
Les billets :
1 000, 2 000, 5 000, 10 000, 20 000 colons.
| Dénomination                    | Effigie                 | Couleur prédominante | Dimensions  | Image de l'avers | Image du revers |
| ------------------------------- | ----------------------- | -------------------- | ----------- | ---------------- | --------------- |
| 1 000 colons, série D (retiré)  | Tomás Soley Güell       | Rouge                | 156 × 66 mm |                  |                 |
| 1 000 colons, série A           | Braulio Carrillo Colina | Rouge                | 125 × 67 mm |                  |                 |
| 2 000 colons, série A (retiré)  | Clodomiro Picado Twight | Café                 | 156 × 66 mm |                  |                 |
| 2 000 colons, série A           | Mauro Fernández Acuña   | Bleu                 | 132 × 67 mm |                  |                 |
| 5 000 colons, série C (retiré)  | Chamán                  | Bleu                 | 156 × 66 mm |                  |                 |
| 5 000 colons, série A           | Alfredo González Flores | Bleu                 | 139 × 67 mm |                  |                 |
| 10 000 colons, série A (retiré) | Emma Gamboa Alvarado    | Bleu                 | 156 × 66 mm |                  |                 |
| 10 000 colons, série A          | José Figueres Ferrer    | Vert                 | 156 × 66 mm |                  |                 |
| 20 000 colons, série A          | Carmen Lyra             | Orange               | 153 × 67 mm |                  |                 |

## Taux de change
Le colón costaricien flotte librement sur les marchés monétaires.
AUD |
CAD |
EUR |
GBP |
NZD
USD